# ماولو
ماولو هي قرية في مقاطعة سردشت، إيران. يقدر عدد سكانها بـ 64 نسمة بحسب إحصاء 2016.